# Wapedia
Wapedia var ett projekt som gjorde Wikipedias artiklar tillgängliga via WAP.Tjänsten, som var oberoende av Wikimedia Foundation, startades 2004 av Florian Amrhein och drevs av det amerikanska företaget Taptu, med säte i Cambridge i Storbritannien. Tjänsten blev 28 februari 2005 tillgänglig på svenska efter att gränssnittet hade översatts och 2011 fanns tjänsten tillgänglig på 34 språk. Tjänsten stängdes 4 november 2013.
Vanligen är artiklar på Wikipedia för omfattande för att kunna visas tillfredsställande på små mobilskärmar. Därför delades stora artiklar upp i mindre bitar, bilder skalades ner och navigationshjälpmedlen saknades. Wapedia använde en egen sökmotor i stället för Wikipedias och det var inte möjligt att redigera wikipedia-sidor via Wapedia.
Till skillnad mot andra mobila anpassningar av Wikipedia, stoppade Wapedia in annonser i Wikipediaartiklarna, antingen i HTML eller i applikationen.
Wapedia fanns för över 100 av Wikipedias språk, däribland alla som kunde visa upp minst 1000 artiklar, och ytterligare några utvalda.

## Bilder

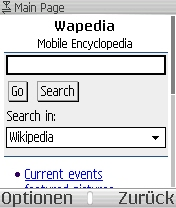
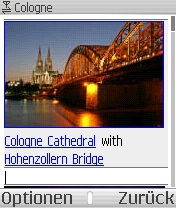
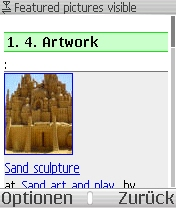
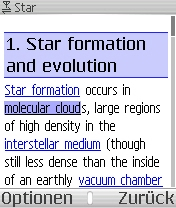